# Luperina amentata
Luperina amentata är en fjärilsart som beskrevs av Ernst Friedrich Germar 1842. Luperina amentata ingår i släktet Luperina och familjen nattflyn. Inga underarter finns listade i Catalogue of Life.